# Ringer-Weltmeisterschaften 1951
Die Ringer-Weltmeisterschaften 1951 fanden vom 26. bis zum 29. April 1951 in Helsinki statt. Die Ringer wurden in acht Gewichtsklassen unterteilt. Im Gegensatz zu sämtlichen zuvor ausgetragenen Weltmeisterschaften wurde nicht im griechisch-römischen, sondern im freien Stil gerungen. Die Ringer aus der Türkei sicherten sich in sieben der acht Wettbewerbe Medaillen. Einzig Adil Candemir konnte sich mit einem sechsten Platz in der Gewichtsklasse über 87 kg nicht auf den Medaillenrängen platzieren.

## Medaillengewinner
| Klasse | Gold             | Silber               | Bronze                  |
| ------ | ---------------- | -------------------- | ----------------------- |
| -52 kg | Ali Yücel        | Mahmoud Mollaghasemi | Bengt Johansson         |
| -57 kg | Nasuh Akar       | Niilo Turkkila       | Mohammad Mehdi Yaghoubi |
| -62 kg | Nurettin Zafer   | Ilmari Ruikka        | Henry Holmberg          |
| -67 kg | Olle Anderberg   | Garibaldo Nizzola    | İbrahim Zengin          |
| -73 kg | Celal Atik       | Aleksanteri Keisala  | Abdollah Mojtabavi      |
| -79 kg | Haydar Zafer     | Gholamreza Takhti    | Göte Ekström            |
| -87 kg | Yaşar Doğu       | Viking Palm          | Max Leichter            |
| +87 kg | Bertil Antonsson | Pauli Riihimäki      | Natale Vecchi           |

## Ergebnisse

### Fliegengewicht (bis 52 kg)
| Platz | Land           | Sportler             |
| ----- | -------------- | -------------------- |
| 1     | Türkei         | Ali Yücel            |
| 2     | Iran           | Mahmoud Mollaghasemi |
| 3     | Schweden       | Bengt Johansson      |
| 4     | Belgien        | Maurice Mewis        |
| 5     | BR Deutschland | Heinrich Weber       |
| 6     | Finnland       | Lennart Viitala      |

Datum: April 1951 

Titelverteidiger (griech.-röm.):  Bengt Johansson 

Teilnehmer:

### Bantamgewicht (bis 57 kg)
| Platz | Land     | Sportler                |
| ----- | -------- | ----------------------- |
| 1     | Türkei   | Nasuh Akar              |
| 2     | Finnland | Niilo Turkkila          |
| 3     | Iran     | Mohammad Mehdi Yaghoubi |
| 4     | Schweden | Edvin Vesterby          |
| 5     | Italien  | Ferdinando Carrano      |
| 5     | Belgien  | Joseph Trimpont         |

Datum: April 1951 

Titelverteidiger (griech.-röm.):  Ali Mahmoud Hassan 

Teilnehmer:

### Federgewicht (bis 62 kg)
| Platz | Land           | Sportler          |
| ----- | -------------- | ----------------- |
| 1     | Türkei         | Nurettin Zafer    |
| 2     | Finnland       | Ilmari Ruikka     |
| 3     | Schweden       | Henry Holmberg    |
| 4     | Frankreich     | Roger Bielle      |
| 5     | BR Deutschland | Ferdinand Schmitz |
| 6     | Iran           | Mehdi Mogharabi   |

Datum: April 1951 

Titelverteidiger (griech.-röm.):  Olle Anderberg 

Teilnehmer:

### Leichtgewicht (bis 67 kg)
| Platz | Land           | Sportler          |
| ----- | -------------- | ----------------- |
| 1     | Schweden       | Olle Anderberg    |
| 2     | Italien        | Garibaldo Nizzola |
| 3     | Türkei         | İbrahim Zengin    |
| 4     | Finnland       | Sulo Leppänen     |
| 5     | BR Deutschland | Wolfgang Ehrl     |
| 6     | Iran           | Ali Ghaffari      |

Datum: April 1951 

Titelverteidiger (griech.-röm.):  József Gál 

Teilnehmer:

### Weltergewicht (bis 73 kg)
| Platz | Land       | Sportler              |
| ----- | ---------- | --------------------- |
| 1     | Türkei     | Celal Atik            |
| 2     | Finnland   | Aleksanteri Keisala   |
| 3     | Iran       | Abdollah Mojtabavi    |
| 4     | Schweden   | Per Berlin            |
| 5     | Schweiz    | Karl Schaad           |
| 6     | Frankreich | Jean-Baptiste Leclerc |

Datum: April 1951 

Titelverteidiger (griech.-röm.):  Matti Siimanainen 

Teilnehmer:

### Mittelgewicht (bis 79 kg)
| Platz | Land     | Sportler          |
| ----- | -------- | ----------------- |
| 1     | Türkei   | Haydar Zafer      |
| 2     | Iran     | Gholamreza Takhti |
| 3     | Schweden | Göte Ekström      |
| 4     | Finnland | Aarno Seppälä     |
| 5     | Dänemark | Preben Rasmussen  |

Datum: April 1951 

Titelverteidiger (griech.-röm.):  Axel Grönberg 

Teilnehmer:

### Halbschwergewicht (bis 87 kg)
| Platz | Land           | Sportler       |
| ----- | -------------- | -------------- |
| 1     | Türkei         | Yaşar Doğu     |
| 2     | Schweden       | Viking Palm    |
| 3     | BR Deutschland | Max Leichter   |
| 4     | Iran           | Abbas Zandi    |
| 5     | Finnland       | Paavo Sepponen |
| 5     | Italien        | Oscar Verona   |

Datum: April 1951 

Titelverteidiger (griech.-röm.):  Muharrem Candaş 

Teilnehmer:

### Schwergewicht (über 87 kg)
| Platz | Land     | Sportler         |
| ----- | -------- | ---------------- |
| 1     | Schweden | Bertil Antonsson |
| 2     | Finnland | Pauli Riihimäki  |
| 3     | Italien  | Natale Vecchi    |
| 4     | Schweiz  | Willy Lardon     |
| 5     | Iran     | Ahmed Vafadar    |
| 6     | Türkei   | Adil Candemir    |

Datum: April 1951 

Titelverteidiger (griech.-röm.):  Bertil Antonsson 

Teilnehmer:

## Medaillenspiegel
| Rang | Land           | Gold | Silber | Bronze |
| ---- | -------------- | ---- | ------ | ------ |
| 1    | Türkei         | 6    | 0      | 1      |
| 2    | Schweden       | 2    | 1      | 3      |
| 3    | Finnland       | 0    | 4      | 0      |
| 4    | Iran           | 0    | 2      | 2      |
| 5    | Italien        | 0    | 1      | 1      |
| 6    | BR Deutschland | 0    | 0      | 1      |